# Имам (телесериал)
«Има́м» (араб. الإمام‎), или «А́хмад ибн Ха́нбаль» (араб. أحمد بن حنبل‎) — катарский религиозно-исторический телесериал, созданный компанией Qatar Media Foundation, работа которого выполнялась в сотрудничестве с компанией Al-Buraq Al-Qatari Media Production Company.
Сериал был подготовлен и произведён для показа в месяц рамадан 2017 года. В телесериале участвовал более 70 актёров и актрис из 7 арабских стран. Создание телесериала заняло более двух лёт в период с 2015 по 2016 год, а съёмки более года и был реализован путём документирования, инсценировки и режиссуры.

## Сюжет
Повествует о жизни четвёртого имама мусульман-суннитов, Ахмада ибн Ханбаля, и совпавших с ней событиях от начала его семейной и общественной жизни до начала его научной деятельности, о том как он начал свою научную жизнь в поисках шариатских знаний из хадисов пророка и Священного Корана до самой своей смерти.
Телесериал был завёршен и проиллюстрирован в Ливане и Турции, и требовалось серийное производство для создания полных декораций для городов, где происходят события сериала, такие как Мекка, Аммурия, Багдад и места сражений государства Аббасидов. Продюсер запустил официальный сайт, чтобы представить сериал на четырёх языках, включая арабский, английский. В свою очередь, государственное телевидение Катара транслировало его исключительно на своём экране в месяц рамадан.
Сериал должен был быть готов к показу в месяц рамадан 2016 года, но условия получения въездных виз для сирийских актёров, участвовавших в работе, помешали этому, так как продюсерская компания отправилась в несколько стран для съёмок, первой из которых была Марокко, затем Алжир, Индия, Узбекистан и Испания, чтобы уладить дело, наконец, за Турцией и Ливаном, где сериал был снят между ними после длительных периодов задержки.

## В ролях
| Актёр            | Роль                                       |
| ---------------- | ------------------------------------------ |
| Мехьяр Хаддур    | имам Ахмад ибн Ханбаль                     |
| Саллум Хаддад    | Харун ар-Рашид                             |
| Касим Мелхо      | Ахмад ибн Абу Дуад                         |
| Акиф Наджм       | имам Мухаммад аш-Шафии                     |
| Камар Халаф      | Фуз                                        |
| Джиана Эйд       | мать Ахмада ибн Ханбаля Сафия бинт Маймуна |
| Рамез аль-Асвад  | Шафи                                       |
| Шади Мокреш      | Бадр аль-Кулаи                             |
| Махмуд Халили    | Ахмад ибн Наср аль-Хузаи                   |
| Кифах аль-Хус    | Фарадж                                     |
| Карам аш-Шаарани | Мухаммад ибн Нух                           |
| Юсуф аль-Мукбиль | Сумама ибн аль-Ашрас                       |
| Хазем Зайдан     | Сухайб                                     |
| Сухайль Джабаи   | Яхья ибн Маин                              |
| Хамад Наджм      | Исхак ибн Ханбаль                          |
| Тарек Абдо       | Салих ибн Ахмад ибн Ханбаль                |
| Мухаммад Мустафа | Али ибн аль-Джахм                          |
| Яхья аль-Кафри   | Хишам ибн аль-Калби                        |
| Моханнад Катеш   | Джафар аль-Бармаки                         |